# 8月26日 (旧暦)
旧暦8月26日は旧暦8月の26日目である。六曜は先負である。

## できごと
- 保元元年（ユリウス暦1156年9月12日） - 保元の乱で敗れた源為朝が捕えられ伊豆大島に流される
- 慶長9年（グレゴリオ暦1604年9月19日） - 江戸幕府が角倉了以ら貿易商人に渡航朱印状を下付

## 誕生日
- 明暦2年（グレゴリオ暦1656年10月13日） - 徳川綱條、第3代水戸藩主（+ 1718年）
- 寛文5年（グレゴリオ暦1665年10月4日） - 徳川綱教、3代紀伊藩主・徳川吉宗の兄（+ 1705年）

## 忌日
- 仁和3年（ユリウス暦887年9月17日） - 光孝天皇、58代天皇
- 長寛2年（ユリウス暦1164年9月14日） - 崇徳天皇、75代天皇（* 1119年）
- 天正10年（ユリウス暦1582年9月12日）- 井伊直虎

- 元和3年（グレゴリオ暦1617年9月25日） - 後陽成天皇、107代天皇（* 1571年）
- 正徳5年（グレゴリオ暦1715年9月23日） - 森川許六、俳人・蕉門十哲の一人（* 1656年）